# Adalagere, Gubbi
Adalagere là một làng thuộc tehsil Gubbi, huyện Tumkur, bang Karnataka, Ấn Độ.